# Jelbart Glacier
Jelbart Glacier är en glaciär i Antarktis. Den ligger i Östantarktis. Australien gör anspråk på området. Jelbart Glacier ligger 1 meter över havet.
Terrängen runt Jelbart Glacier är platt åt nordost, men åt sydväst är den kuperad. Havet är nära Jelbart Glacier norrut. Trakten är obefolkad. Det finns inga samhällen i närheten. 